# ウィークエンドスペシャル 松任谷由実はじめました
うそラジオ Podcast 松任谷由実 はじめました（うそラジオ ポッドキャスト まつとうやゆみ はじめました）は、2001年7月6日からPodcastで配信するインターネットラジオ番組である。改称前は、『ウィークエンドスペシャル 松任谷由実はじめました』。うそラジオ、と略称される

## 概要
例年冬に苗場で開催するライブ「SURF&SNOW in Naeba」を2001年3月にインターネット中継した「YUMING NET PARTY in Naeba」で、プロデューサーの松任谷正隆が「チャットが得意でない松任谷由実は話をするほうがよい」として、2001年7月にライブツアー「SHISEIDO BÉNÉFIQUE PRESENTS acacia tour 2001」初日の幕張メッセ イベントホールから配信を開始した。当初はツアー限定で開始したが好評を得て、ツアー終了後も番組配信を継続した。
2001年8月7日配信分で、地上波放送のラジオ番組を「本当のラジオ」Webラジオを「ウソのラジオ」、とそれぞれを称したことから番組名を採った。放送時間の制限が無く、聴取者からのメッセージとフリートークで構成した。
2021年6月からニッポン放送 PODCAST STATIONへプラットフォームを変更した。
『松任谷由実のオールナイトニッポン』のチーフディレクター丹羽一弘が本番組をディレクションしている。

## 配信時間
ストリーミング時代は、RealPlayerとWindows Media Playerで聴取可能で、視聴期限は1週間としていた
- 金曜 11:00 - 木曜 11:00

## 主なコーナー

### 現在[いつ?]
- ユーミンのビックビックな取扱説明所（2004年11月5日 - ）
ビックカメラの提供により、おもしろ家電、おすすめ家電などを紹介するコーナー。このコーナー部分のみビックカメラのホームページでいつでも聞くことが出来る。なお、2004年春に松任谷が新居へ引っ越しをする際、新たに準備した家電はすべてビックカメラで購入したという。
- グルメ・バラバラ川柳（2005年12月2日 - ）
毎週異なるグルメのテーマのもとで五七五にこだわらず、17字をいくつかのパートにバラバラにしてリスナーが作った川柳を紹介。
- 記憶のでんぐりがえし（2005年9月30日 - ） 
毎週異なるキーワードについて、それにちなんだリスナーの思い出を紹介。
- 私のねっこりワード
リスナーのお気に入りの言葉や、妙にはまった言葉を紹介。なお、「ねっこり」とは松任谷のお気に入りの言葉で、2005年に書き初めした言葉でもある。
- ユーミンに聞け！（2004年11月 - ）
リスナーからの質問・疑問に松任谷が答えるコーナー。
- あなたも海外特派員！（2005年6月 - ）
海外のリスナーから、その土地ならではのトピックスを紹介。番組からテーマが指定されることもある。
- ユーミンに問う！
番組の最後に毎回行われる。

### 過去
- 松任谷由実選集六八六（2001年7月 - ）
フジテレビ系列「めざましテレビ」内で当時放送されていた、「松任谷由実選集五七五」をアレンジしたコーナー。このコーナーの話を松任谷が「めざましテレビ」のスタッフに話したところ、あまり喜ばれなかったという。
- 明石家由実の実験く～ん!（2001年7月 - ）
とんでもない噂、聞いたこともない話を身をもって実験してみるコーナー。コーナー名は松任谷のアルバム「acacia」にひっかけた。
- インディー・ジョーンズ（2001年7月 - ）
インディーズ発売の楽曲を放送するコーナー。メジャー発売の楽曲をインターネットラジオで放送するのは手続きが複雑なことからコーナーがスタート。
- 松任谷由実の全世界アンケート!!（2002年4月12日 - ）
松任谷が今聞いてみたいことを全世界で答えてもらいたいというグローバルな企画。
- 俺が加茂啓太郎だ!!（2002年4月12日 - ）
東芝EMIの開発部に勤務する加茂の、今気になる音楽とサブカルチャーの話。
- AHONDERERS（アホンダラーズ）（2002年9月6日 - ）
リスナーの1週間に起こったまねけな話を紹介。BGMは松任谷の楽曲「WANDERERS」のイントロ部分。
- ザ・ウラ事情（2002年9月 - ）
毎週異なる業種の裏事情を、リスナーから募集して紹介するコーナー。
- くままろのユーミンNOW!（2002年9月 - ）
松任谷のマネージャー・小熊による最新情報のお知らせ。番組のエンディングにて放送。
- ユーミンのビックビックな家電相談室（2004年4月16日 - 2004年10月）
身近な家電の悩みをビックカメラ社員・堀越さん（通称：ホリゴン）とともに解決するコーナー。このコーナー部分のみビックカメラのホームページでいつでも聞くことが出来た。
- 猿顔 顔面 進化図（2004年6月 - ）
有名人（男性限定）の顔を辿ることで、猿から人への顔面の進化を図に表すというコンセプトのコーナー。
- 朗読（2004年6月 - ）
松任谷が朗読を行うコーナー。テーマは毎回違う。
- Today's SE（2004年6月 - ）
駅や海岸のSound Effectが放送されるコーナー。2004年7月16日からの放送では「Today's 生ピアノ」と題してマイカ・ミュージック・ラボトラリーから荒井由実の楽曲「やさしさに包まれたなら」を松任谷の弾き語りで披露した。
- あなたにとってのVIP食材（2004年7月 - ）
リスナーにとって「これはたまらない」という食材を紹介。
- かまやつ伝説（2004年8月 - ）
かまやつひろしにまつわる噂や伝説などを募集し紹介するコーナー。
- 帰ってきた6・7・42（2004年11月 - ）
松任谷のアルバム『VIVA! 6×7』の発売を記念して始まった、6・7・42形式の川柳コーナー。42の部分の字数はおおよそ。
- ○○させていただきます（2004年11月 - ）
ユーミンのビックビックな家電相談室コーナーに出演していた堀越さんの台詞にあやかって、「～させていただきます」で結ぶ台詞をリスナーから募集。

## 主なゲスト
- aiko
- 揚田.あき
- 荒川ナッシュ医
- 生島ヒロシ
- いとうあさこ
- 伊藤修子
- 入絵加奈子
- 植村花菜
- イザベルとベネ
- 江原啓之
- 宴人
- 欧陽菲菲
- 大久保ノブオ
- 大宮エリー
- 岡村靖幸
- おかもとまり
- 甲斐名都
- 甲斐よしひろ
- GAKU-MC
- ガレッジセール
- クールポコ
- クリス松村
- 黒柳徹子
- 小林麻美
- 小林アナ
- 小林照子
- サンドウィッチマン
- 島田秀平
- ゴリケン
- 坂本梨紗
- ZAZY
- SMOOTH ACE
- 中島みゆき
- 野宮真貴
- 高松豪
- タクトくん
- たむらぱん
- T.AKIRA
- 寺岡呼人
- 天津木村
- 元ちとせ
- 葉月パル
- 羽鳥慎一
- パパイヤ鈴木
- 林真理子
- FUNKY MONKEY BABYS
- ビビる大木
- 平野ノラ
- ふくい舞
- 藤真利子
- ぷち観音
- Brand New Vibe
- ポカスカジャン
- 星屑スキャット
- 堀内健
- 松任谷正隆
- MIKAKO
- ミッツ・マングローブ
- 六平直政
- みはる
- 山口敏太郎
- 山田ジェームス武
- ゆず
- 横山剣
- 吉沢悠
- LiLiCo
- レッド吉田
- 渡部豪太